# Педро Суарес (футболіст)
Педро Боніфасіо Суарес Перес (ісп. Pedro Bonifacio Suárez Pérez; 5 червня 1908, Санта-Бріхіда — 18 квітня 1979, Буенос-Айрес), також відомий як Аріко Суарес (ісп. Arico Suárez) — аргентинський футболіст іспанського походження, що грав на позиції півзахисника.
Виступав, зокрема, за клуб «Бока Хуніорс», а також національну збірну Аргентини, у складі якої був 1930 року учасником першого чемпіонату світу. До 2010 року лишався єдиним уродженцем Канарських островів, який брав участь у мундіалі.

## Клубна кар'єра
У дорослому футболі дебютував 1926 року виступами за команду клубу «Феррокаріль Оесте», в якій провів чотири сезони.
1930 року перейшов до клубу «Бока Хуніорс», за який відіграв 12 сезонів. Більшість часу, проведеного у складі «Бока Хуніорс», був основним гравцем команди. Завершив професійну кар'єру футболіста виступами за команду «Бока Хуніорс» у 1942 році. Протягом 1930-х років у складі «Боки» п'ять разів ставав чемпіоном Аргентини.
Помер 18 квітня 1979 року на 71-му році життя у місті Буенос-Айрес.

## Виступи за збірну
1930 року дебютував в офіційних матчах у складі національної збірної Аргентини. Протягом кар'єри у національній команді, яка тривала 11 років, провів у формі головної команди країни 12 матчів, забивши 1 гол.
У складі збірної був учасником чемпіонату світу 1930 року в Уругваї, де разом з командою здобув «срібло».

## Титули
- Чемпіон Аргентини (5): 1930, 1931, 1934, 1935, 1940
- Віце-чемпіон світу: 1930